# 塔拉欽區
塔拉欽區，或译托洛钦，是白俄羅斯的一個區，位於該國北部，屬於維捷布斯克州的一部分，面積1,498.56平方公里，2009年人口28,565，人口密度每平方公里19.06人。